# San Lucas (Nicaragua)
San Lucas es un municipio del departamento de Madriz en la República de Nicaragua.

## Geografía
El término municipal limita al norte con el municipio de Somoto, al sur con el municipio de Las Sabanas, al este con municipio de Pueblo Nuevo y al oeste con la República de Honduras. La cabecera municipal está ubicada a 227 kilómetros de la capital de Managua.

## Historia
Los primeros pobladores del municipio fueron tribus de origen Chorotega, provenientes de Matagalpa. Entre los años 1662 y 1673 la población de San Lucas recibió nueve títulos reales expedidos por el Rey de España, conservándolos secretamente, según la tradición.
En 1901 el Sr. Pablo José Moreno, donó el terreno que hoy ocupan los pobladores del casco urbano constituyéndose como municipio en 1913. El título de "Pueblo", le fue conferido al asentamiento urbano de este nombre por ley del 7 de febrero de 1913. Como hecho curioso, por decreto legislativo el 18 de agosto de 1942 desaparece legalmente el municipio, fue restablecido por ley legislativa el 17 de agosto de 1945, independizándose del antiguo pueblo de Somoto.

## Demografía
San Lucas tiene una población actual de 16,902 habitantes. De la población total, el 50.9% son hombres y el 49.1% son mujeres. Casi el 21.6% de la población vive en la zona urbana.

## Naturaleza y clima
El municipio tiene un clima tropical seco, tornándose húmedo en las partes elevadas y montañosas. La temperatura promedio oscila entre los 25 a 27 °C. La precipitación media anual varía entre los 1000 y 1400 mm.
Cuenta con una vegetación semi desértica, compuesta por malezas, arbustos y roble y en las zonas más elevadas se puede encontrar café y pino.

## Localidades
Existen un total de 30 comunidades rurales, organizadas en 6 microrregiones.
- Mal Paso
- El Rodeo
- La Fuente
- Cuyás
- El Chichicaste
- Milquilse
- Coyolito
- Moropoto
- Los Mangos
- Río Arriba
- Las Lajitas
- San Francisco Camayra

## Economía
La actividad económica que predomina en el municipio es la agricultura, destacándose por el cultivo de granos básicos.

## Cultura
La población del municipio celebra sus fiestas patronales en honor a San Lucas, el 18 de octubre de cada año. La pequeña imagen del santo es de aproximadamente 150 años.